# ヤウズ・スルタン・セリム橋
ヤウズ・スルタン・セリム橋（ヤウズ・スルタン・セリムきょう、トルコ語: Yavuz Sultan Selim Köprüsü）は、トルコ・イスタンブールの北側に位置しボスポラス海峡を横断する鉄道道路併用橋である。当初は、第1ボスポラス橋（7月15日殉教者の橋）、第2ボスポラス橋（ファーティフ・スルタン・メフメト橋）と並んで第3ボスポラス橋という名前であった。第1ボスポラス橋より約18.3キロメートル北方に位置する。ボスポラス海峡の黒海への出口近くに位置し、ヨーロッパ側のサルイエルのガリプチェとアジア側のベイコズのポイラズコイを結んでいる。
礎石を置く式典は2013年5月29日に開催された。2016年8月26日に開通した。
主塔の高さは322メートルあり、2012年現在、フランスのミヨー橋に次いで世界で2番目に高い主塔である。橋の幅も広く、58.4メートルある。

## プロジェクト
この橋は、イスタンブールの市街地を北側に迂回し、西側のクナル、シリウリと東側のパシャコイ、ヘンデクを結んで計画されている、全長260キロメートルの北マルマラ高速道路（O-6号線）の一部である。橋の幅は58.4メートル、全長は2164メートル、そのうち主径間の支間長は1408メートルある。計画されていた2010年時点では、支間長が世界で9番目の長さの橋となる見込みであった。
橋は鉄道道路併用橋で、プロジェクトリーダーでスイスの技術者ジャン＝フランソワ・クラインと、フランスの構造設計技術者でジュネーヴに本社を置くTエンジニアリングのミシェル・ヴィルロジューが設計した。双方向に道路4車線、線路1本（合計で道路8車線と複線鉄道）を有する。2012年5月30日に建設契約を得た、トルコのイチュタシュと、イタリアのアスタルディのコンソーシアムが建設を行った。橋の建設予算は45億トルコリラで、2013年3月現在の約25億米ドルに相当する。当初は工期は36か月で、2015年末には開通すると見込まれていた。2013年5月29日に、当時の首相であったレジェップ・タイイップ・エルドアンは、建設管理チームに建設を24か月以内に完了するように指示し、開通予定日を2015年5月29日とした。
橋の通行料は、オダエリとパシャコイの間で9.9トルコリラに設定された。1日に片方向で最低13万5000台が通行すると見込まれた。運輸通信大臣のビナリ・ユルドゥルムは、この橋のプロジェクトで用いられる土地のうち、9.57パーセントはもともと私有地で、75.24パーセントは森林地帯、残りの15.19パーセントは当初から国有地であったと述べた。
2018年トルコ通貨債務危機に際して2018年6月に、イタリアのアスタルディが4億6700万ドルで橋のプロジェクトの持ち分を売却することを準備しているとブルームバーグが報じた。プロジェクトは当初の予測売り上げに達しておらず、トルコ政府が国庫から事業者の収入を補償する必要があり、2018年初めから共同事業体の構成員らは23億ドルに上る債務の再編を債権者から得ようと求めていた。2018年7月30日に、中華人民共和国の中国工商銀行が橋の27億ドルの融資の借り換えの主任監督者として認可された。

## 建設
ボスポラス海峡3番目の橋の計画は、2012年に運輸省によって認可された。建設は2012年5月29日にイチュタシュとアスタルディのコンソーシアムが落札した。
橋の建設は2013年5月29日に行われた、礎石を設置する起工式によって公式に開始されたが、この日は1453年にコンスタンティノープルが陥落した日である。当時の大統領アブドゥラー・ギュルおよび首相のレジェップ・タイイップ・エルドアンほか、多くの高位高官らが起工式に出席した。エルドアンは建設管理チームに、24か月以内に建設を完了するように指示し、開業日を2015年5月29日と設定した。
数千本の木を切り倒しただけの2013年7月に、建設現場が誤りであったことが明らかになったとして、工事が一時中断された。政府の高速道路総局局長のメフメト・カヒト・トゥルハンは2013年6月11日に計画変更に向けた書類を発表し、「プロジェクトのルート変更に伴って、建設計画変更の必要性から、現在の建設計画を撤回することが適切である」とした。しかし運輸省も建設会社も建設現場にいかなる変更も拒否した。
2010年のこの地域に関するドキュメンタリー映画「エクメノポリス」によれば、ボスポラス海峡の北側両岸のあまり都市化されていない地域でも、新しい海峡横断連絡に伴って都市化ブームを期待して、既に地価が上がっているとした。明らかにされている、交通渋滞を緩和するという目標の有効性は疑われており、「プロジェクトは、長らく法で保護されてきた土地を開発に向けて規制緩和するための仕掛け以上の何物でもない」と主張した。問題になっている緑地帯や湿地帯は、イスタンブールの飲料水の多くを供給しており、多くの人が「イスタンブールの環境的・経済的持続可能性に必要不可欠であり、地下水の汚染があれば都市の崩壊を招く」と考えていた。1995年に当時イスタンブール市長であったエルドアンは、3番目の橋は「都市に対する殺人」を意味すると宣言していた。
2014年4月5日現地時刻の21時頃、ボスポラス海峡のアジア側、ベイコズのチャウシュバシ近くで橋への連絡道路の工事現場において死亡事故が発生した。高架橋へコンクリートを注ぎ込む作業中、50メートルの高さの足場が崩壊して労働者が転落し、3人が死亡、もう1人が負傷した。

## 名称

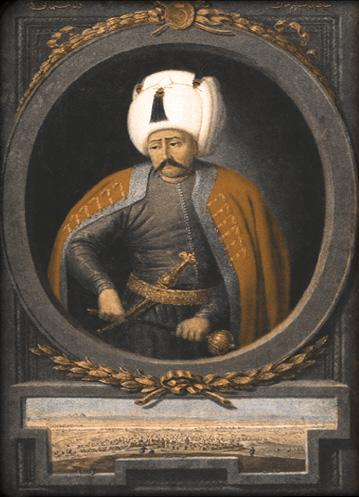
オスマン帝国第9代皇帝、セリム1世（1470年-1520年）

橋の名前は、起工式において大統領のアブドゥラー・ギュルがヤウズ・スルタン・セリム橋と発表した。これは、1514年から1517年にかけて中東と北アフリカにオスマン帝国を拡大し、1517年にエジプトを征服してカリフの称号をオスマン帝国にもたらした、皇帝セリム1世（1470年 - 1520年）に由来する。彼はヤウズと称されたが、これは冷酷者と一般的に訳されている。
この命名は、トルコに住むアレヴィー派の人々からの抗議を招いた。冷酷者と称されるセリム1世は、アレヴィー派を処刑したことなど、厳しい統治をおこなったとされているからである。東アナトリア地方のアレヴィー派の人々（イスラム教のシーア派に忠実である）がクズルバシュの兵士としてサファヴィー朝のイスマーイール1世の側についたアナトリア半島におけるシャークルの叛乱（1511年）、イラン北西部におけるチャルディラーンの戦い（1514年）の後、勝利したセリム1世は裏切り者であり異端者であるとしてクズルバシュたちの虐殺を命じた。

## 開業式
2016年8月26日の開業式には、ブルガリアの首相ボイコ・ボリソフ、ボスニア・ヘルツェゴビナのボシュニャク人代表バキル・イゼトベゴヴィッチ、マケドニアの大統領ジョルゲ・イヴァノフ、バーレーン国王のハマド・ビン・イーサ・アール・ハリーファ、北キプロス・トルコ共和国大統領のムスタファ・アクンジュらが出席した。また、パキスタンのパンジャーブ州首相のシャバズ・シャリフ、セルビアの副首相でサンジャクボシュニャク人のラシム・リャイッチ、ジョージアの第一副首相ディミトリ・クムシシヴィリ、アゼルバイジャンの高官らも出席した。トルコの大統領レジェップ・タイイップ・エルドアンと首相のビナリ・ユルドゥルムが演説を行った。

## ギャラリー

### 建設時

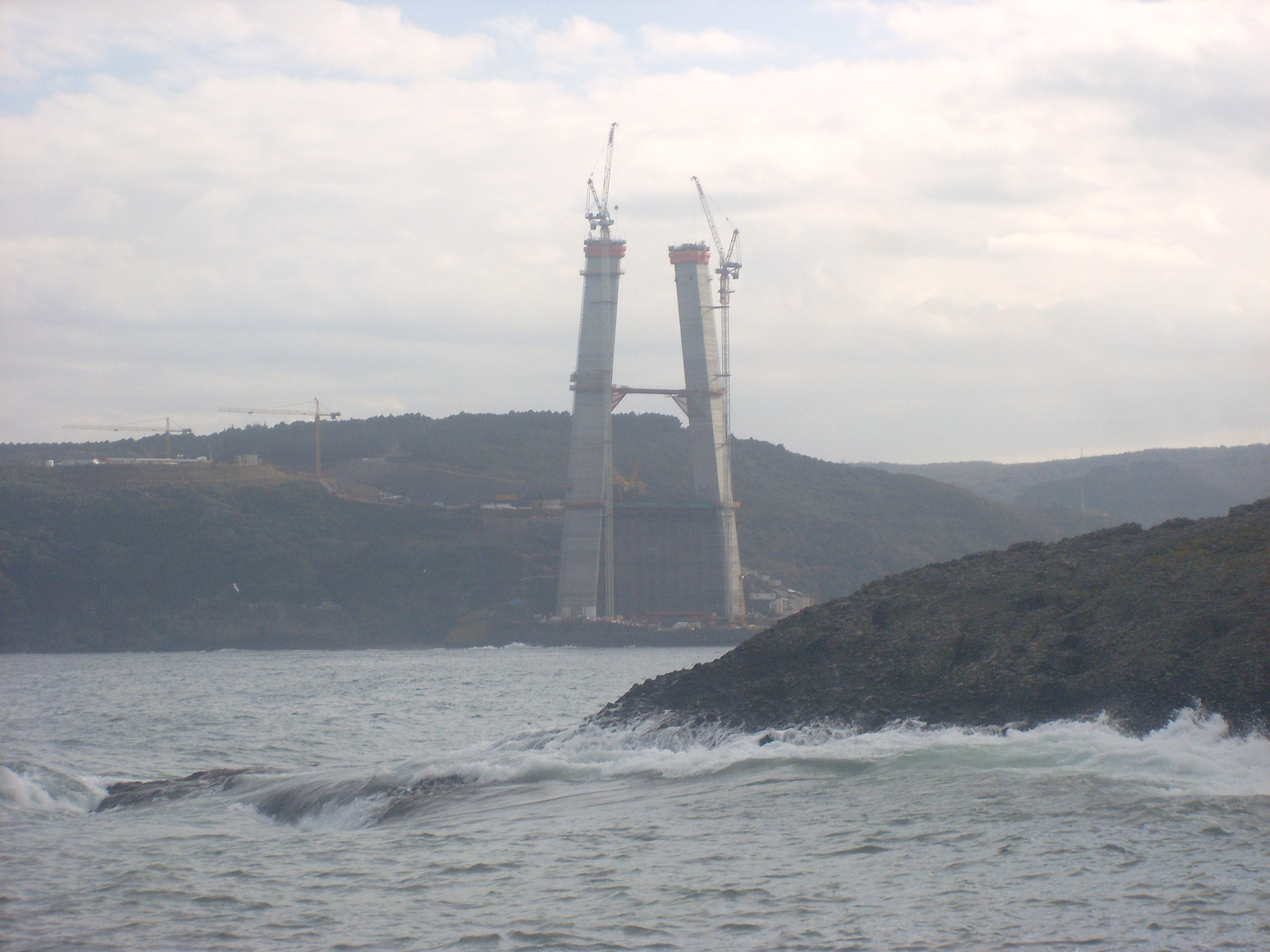
ポイラズコイ側の主塔（ガリプチェから2014年1月に見る）
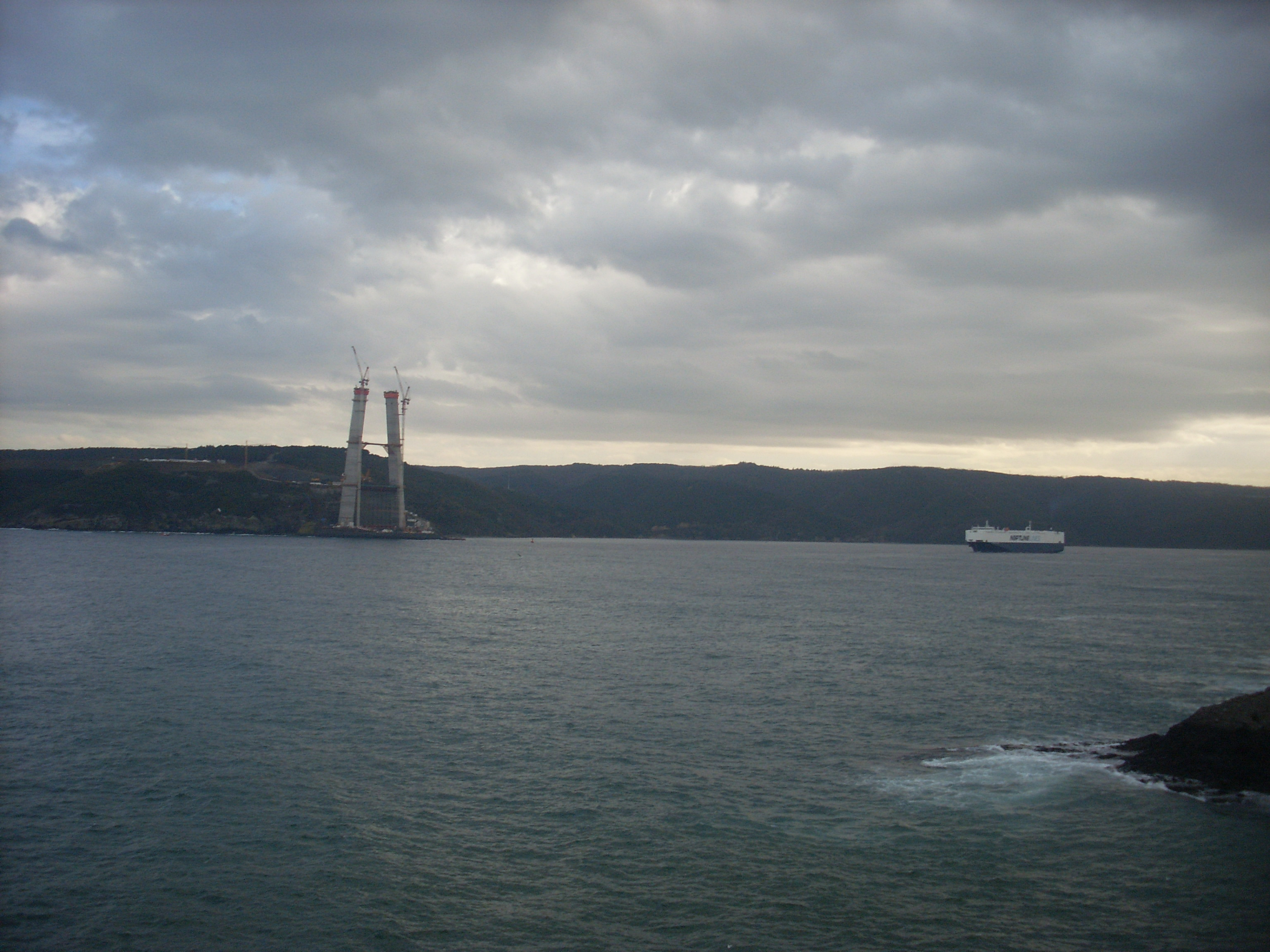
ポイラズコイ側の主塔（ガリプチェから2014年1月に見る）
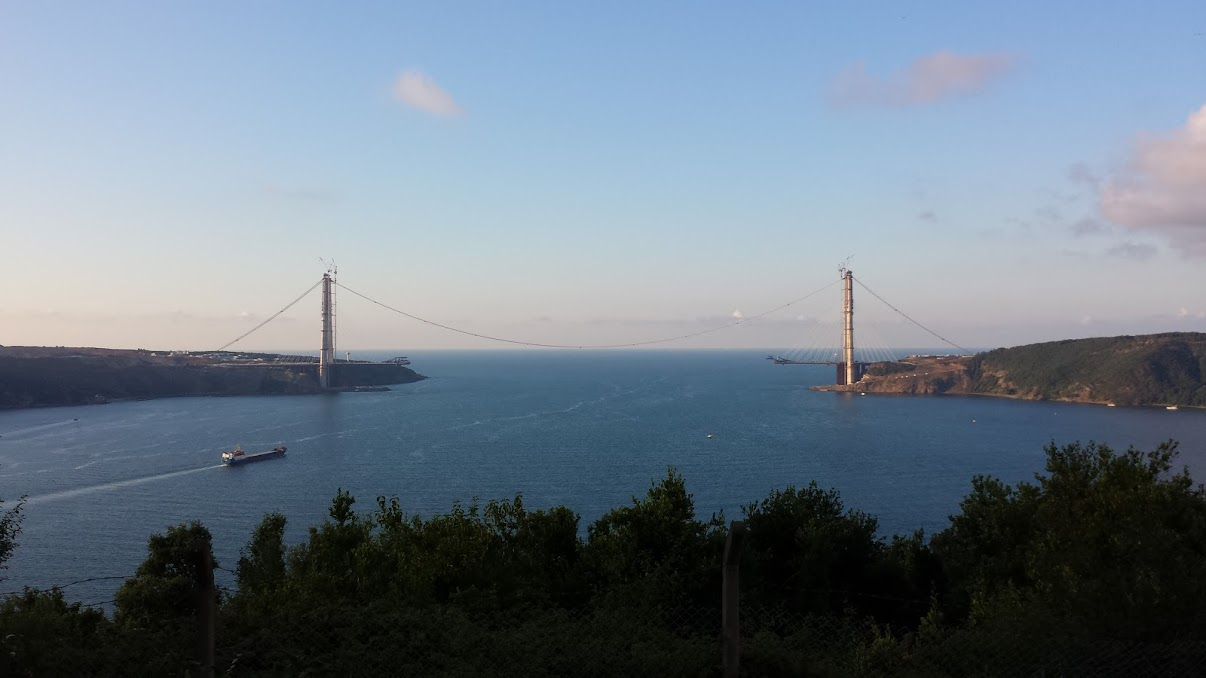
アナドル・カヴァジからの眺め、2015年7月
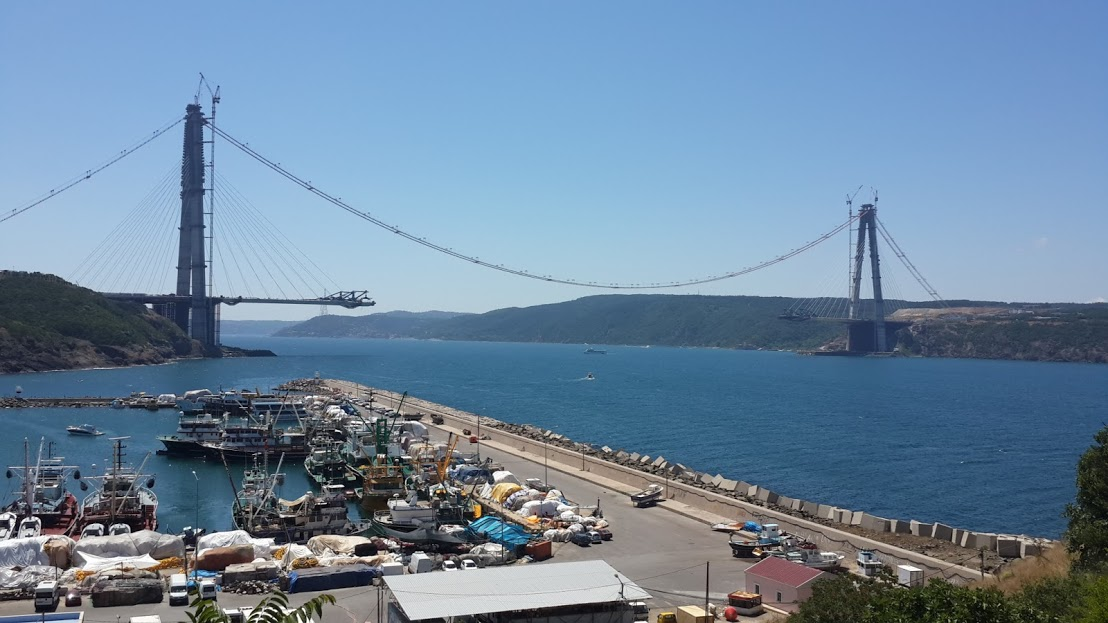
ポイラズコイからの眺め、2015年7月

### 完成後

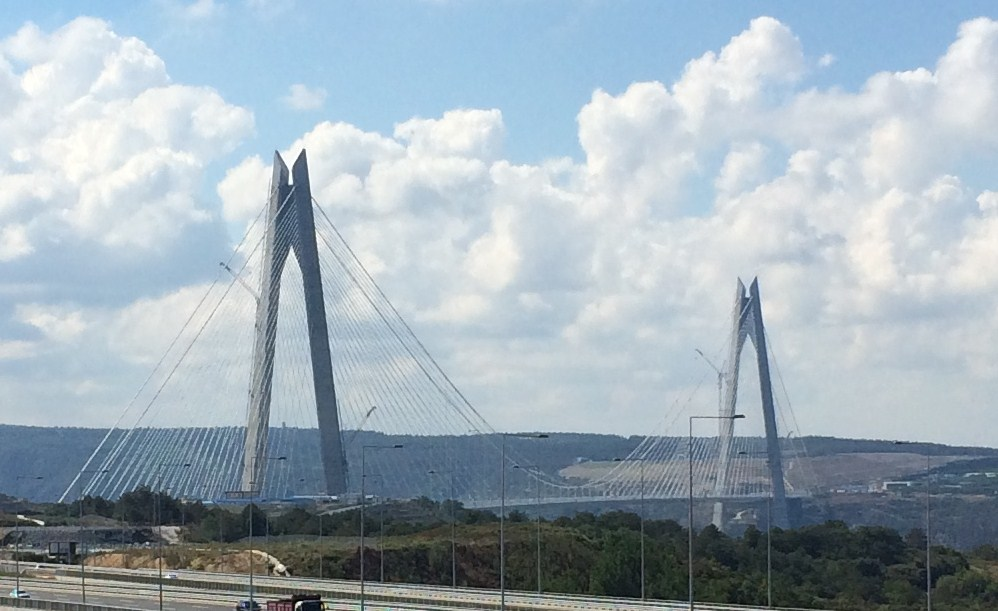
ポイラズコイの道路から見た橋
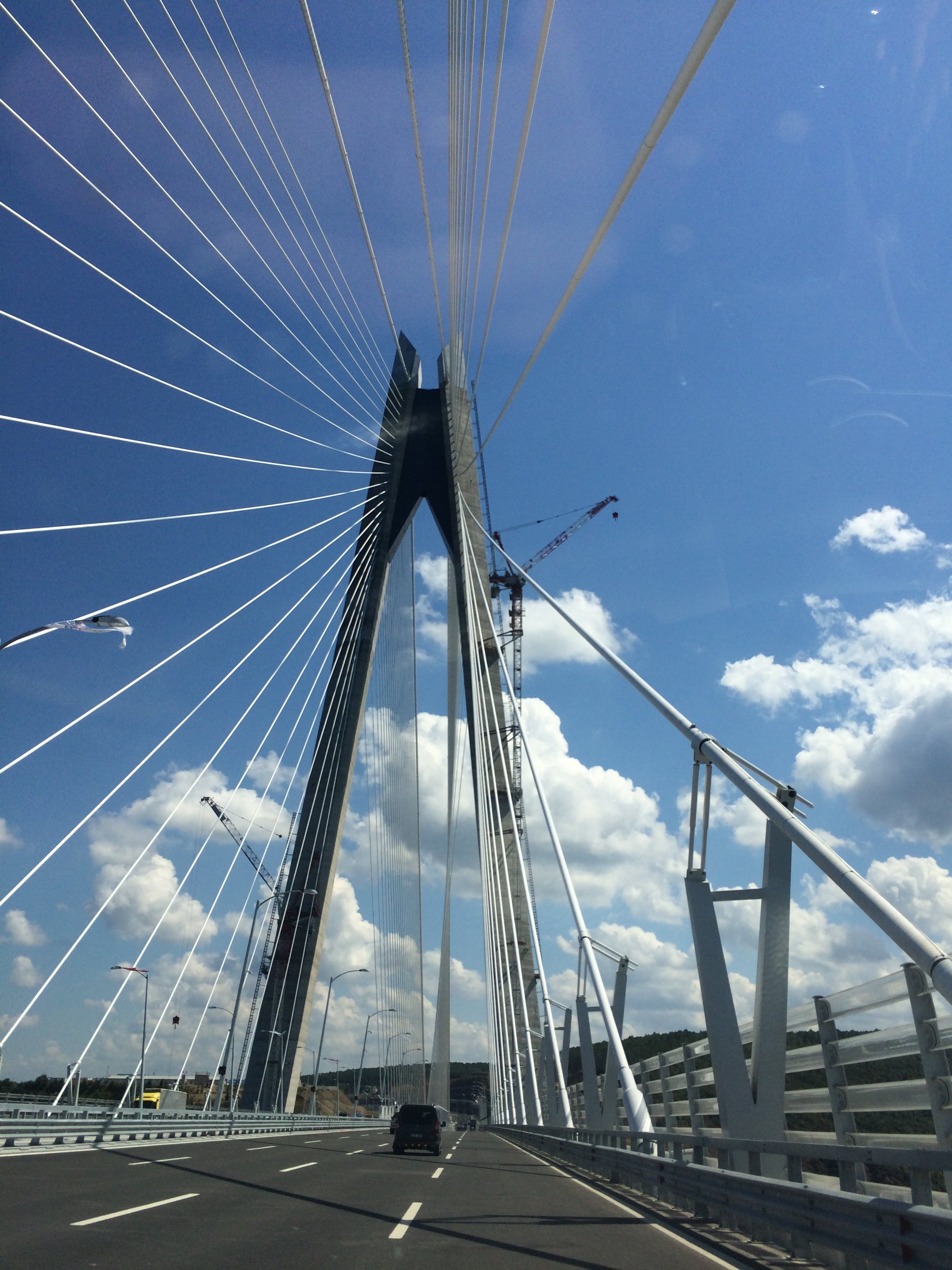
ポイラズコイ側の主塔
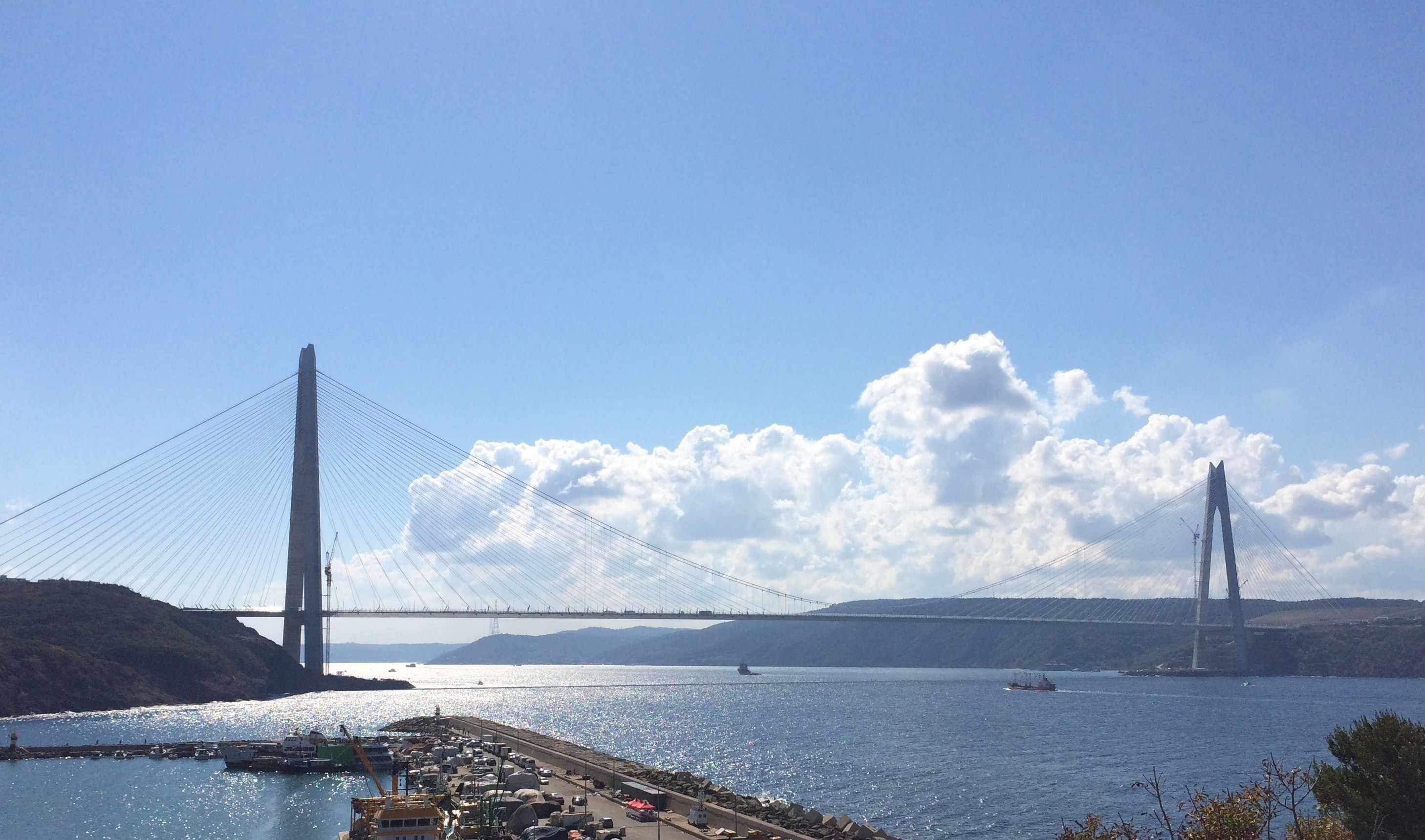
ポイラズコイから眺めた橋
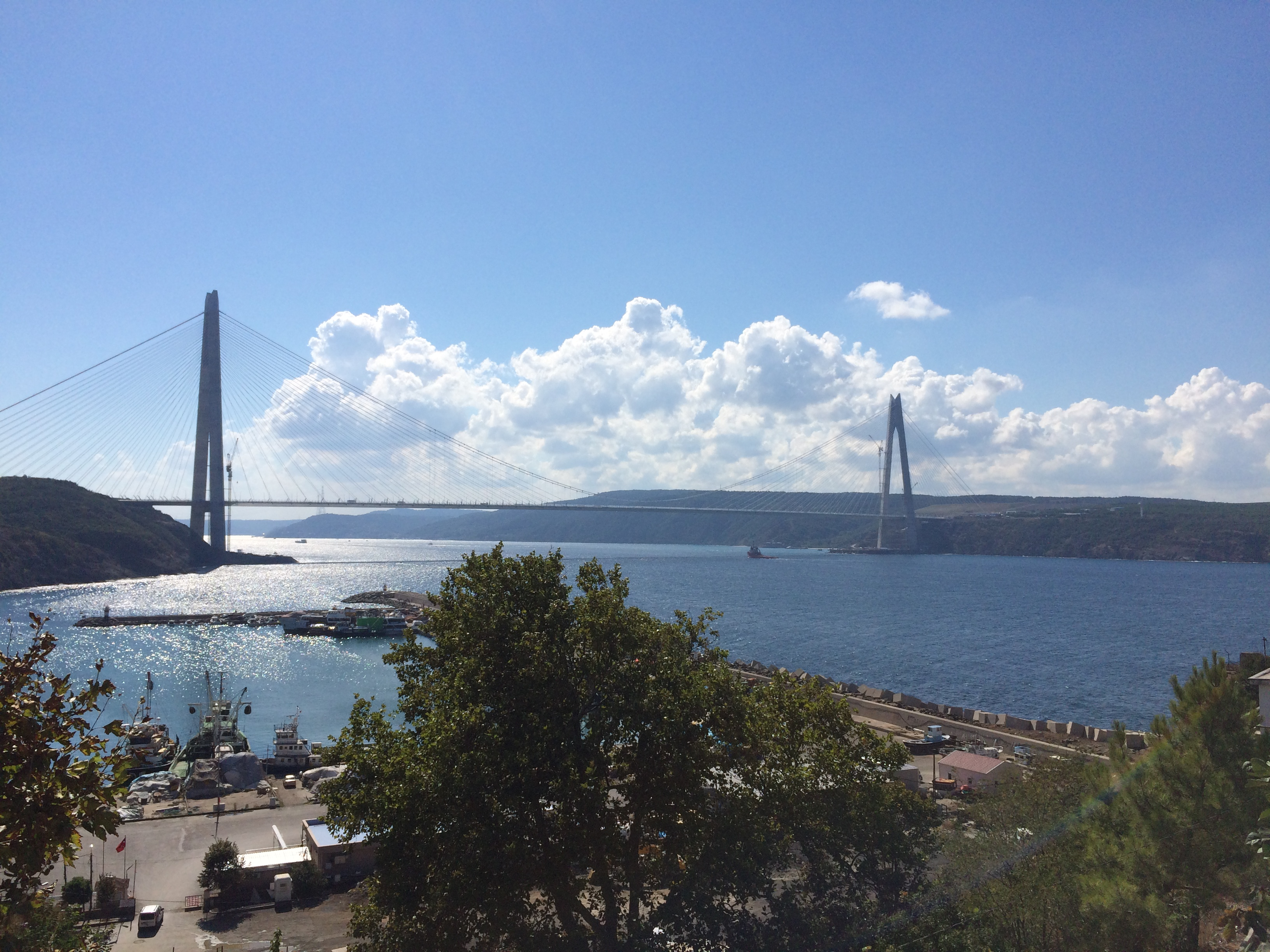
ポイラズコイから眺めた橋